# إيثان روس
إيثان روس (بالإنجليزية: Ethan Ross) هو لاعب كرة قدم بريطاني، ولد في 15 أغسطس 2001 في Inverurie ‏ في المملكة المتحدة. لعب مع نادي أبردين.

## وصلات خارجية
- إيثان روس على موقع قاعدة بيانات كرة القدم.إي يو (الإنجليزية)
- إيثان روس على موقع Soccerbase.com (لاعب) (الإنجليزية)
- إيثان روس على موقع Soccerway.com (الإنجليزية)